# Marina Bassols Ribera
Marina Bassols Ribera, née le 13 décembre 1999 à Blanes, en Espagne, est une joueuse espagnole de tennis.

## Carrière professionnelle
Marina Bassols Ribera débute sur le circuit WTA lors du tournoi de Palerme en juillet 2021.
Le 18 juin 2023, elle joue la finale du tournoi WTA 125 de Valence qu'elle perd contre l’Égyptienne Mayar Sherif.
Trois mois plus tard, elle remporte son 1er tournoi WTA 125 à Ljubljana.

## Palmarès

### Titres en simple en WTA 125
| No | Date       | Nom et lieu du tournoi                  | Catégorie | Dotation  | Surface      | Finaliste      | Score     |          |
| -- | ---------- | --------------------------------------- | --------- | --------- | ------------ | -------------- | --------- | -------- |
| 1  | 11-09-2023 | Zavarovalnica Sava Ljubljana, Ljubljana | WTA 125   | 115 000 $ | Terre (ext.) | Zeynep Sönmez  | 6-0, 7-62 | Parcours |
| 2  | 27-11-2023 | Crèdit Andorrà Open, Andorre-la-Vieille | WTA 125   | 115 000 $ | Dur (int.)   | Erika Andreeva | 7-5, 7-63 | Parcours |

### Finale en simple en WTA 125
| No | Date       | Nom et lieu du tournoi                       | Catégorie | Dotation  | Surface      | Vainqueure   | Score    |          |
| -- | ---------- | -------------------------------------------- | --------- | --------- | ------------ | ------------ | -------- | -------- |
| 1  | 12-06-2023 | BBVA Open Internacional de Valencia, Valence | WTA 125   | 115 000 $ | Terre (ext.) | Mayar Sherif | 6-3, 6-3 | Parcours |

### Finale en double en WTA 125
| No | Date       | Nom et lieu du tournoi     | Catégorie | Dotation  | Surface      | Vainqueures                   | Partenaire     | Score    |          |
| -- | ---------- | -------------------------- | --------- | --------- | ------------ | ----------------------------- | -------------- | -------- | -------- |
| 1  | 15/11/2021 | Montevideo Open Montevideo | WTA 125   | 115 000 $ | Terre (ext.) | Irina Bara Ekaterine Gorgodze | Carolina Alves | 6-4, 6-3 | Parcours |

## Parcours en Grand Chelem

### En simple dames
| Année | Open d'Australie | Open d'Australie      | Internationaux de France | Internationaux de France | Wimbledon | Wimbledon           | US Open         | US Open            |
| ----- | ---------------- | --------------------- | ------------------------ | ------------------------ | --------- | ------------------- | --------------- | ------------------ |
| 2022  | —                | —                     | —                        | —                        | —         | —                   | Q2              | Kamilla Rakhimova  |
| 2023  | Q2               | Kristina Mladenovic   | Q1                       | Sachia Vickery           | Q3        | Natalija Stevanović | Q3              | Wang Yafan         |
| 2024  | Q2               | Simona Waltert        | Q1                       | Marina Stakusic          | Q2        | Elsa Jacquemot      | 1er tour (1/64) | Barbora Krejčíková |
| 2025  | Q1               | Mananchaya Sawangkaew | —                        | —                        | Q2        | Ena Shibahara       |                 |                    |

N.B. : à droite du résultat se trouve le nom de l'ultime adversaire.

### En double dames
N'a jamais participé à un tableau final.

## Parcours en WTA 1000
Les tournois WTA 1000 constituent les catégories d'épreuves les plus prestigieuses, après les quatre levées du Grand Chelem.

### En simple dames
| Année |       |              |       |        |      |                                |            |       |             |       |  |  |
| Doha  | Dubaï | Indian Wells | Miami | Madrid | Rome | Canada                         | Cincinnati | Pékin |             | Wuhan |  |  |
| Doha  | Dubaï | Indian Wells | Miami | Madrid | Rome | Canada                         | Cincinnati | Pékin | Guadalajara |       |  |  |
| Doha  | Dubaï | Indian Wells | Miami | Madrid | Rome | Canada                         | Cincinnati | Pékin |             |       |  |  |
| 2023  |       |              |       |        |      | 1er tour (1/64) M. Vondroušová |            |       |             |       |  |  |

Sous le résultat, l’ultime adversaire.

## Classements WTA en fin de saison
| Année          | 2016 | 2017 | 2018 | 2019 | 2020 | 2021 | 2022 | 2023 | 2024 |
| Rang en simple | 1246 | 558  | 383  | 377  | 370  | 292  | 159  | 110  | 155  |
| Rang en double | –    | 875  | 368  | 258  | 232  | 263  | 250  | 381  | 953  |

Source : (en) Classements de Marina Bassols Ribera sur le site officiel de la Fédération internationale de tennis